# Lagynochthonius tonkinensis
Lagynochthonius tonkinensis är en spindeldjursart som först beskrevs av Beier 1951.  Lagynochthonius tonkinensis ingår i släktet Lagynochthonius och familjen käkklokrypare. Inga underarter finns listade i Catalogue of Life.